# اتحاد المجالس والنقابات العمالية في العراق
اتحاد المجالس والنقابات العمالية في العراق هو ثاني أكبر اتحاد نقابي وطني في العراق.
تأسس الاتحاد في ديسمبر 2003 من قبل أعضاء اتحاد العاطلين عن العمل في العراق، والذي يرتبط بالحزب الشيوعي العمالي العراقي كبديل يساري لاتحاد نقابات العمال العراقي المنحل الآن.  بين عامي 2004 و2005، كان اتحاد نقابات العمال العراقي التابع للحزب الشيوعي العراقي هو الاتحاد النقابي الوحيد المعترف به قانونًا في العراق؛ وقد اندمج مع الاتحاد العام لنقابات العمال والاتحاد العام لنقابات عمال العراق في عام 2005 لتشكيل الاتحاد العام لعمال العراق أو اتحاد عمال العراق. 
- كان هذا "الاعتراف القانوني" باتحاد نقابي على آخر انتهاكا لاتفاقية منظمة العمل الدولية رقم 87 بشأن الحرية النقابية وحماية حق التنظيم ، والتي وقع عليها العراق وجميع قوى الاحتلال.(، ابحث عن الاتفاقية 87; اتفاقية الحرية النقابية وحماية حق التنظيم ، 1948.)

الاتحاد يعارض كلا من الولايات المتحدة احتلال العراق و ال إسلامي عناصر من التمرد العراقي بعد الاحتلال عام 2003، وغالبا ما يتم قمعها من قبل كل من القوى الأجنبية والإسلامية. كثير المناهضين للحرب وقد وفرت الحركات في جميع أنحاء العالم أماكن لجولات رئيس الاتحاد. تشكيل العمل الثالث المعروف باسم اتحاد نقابات النفط في العراق موجود أيضا.
وقد قاد أعضاء الاتحاد عددا من الإضرابات، وهي قوية بشكل خاص حول محافظة البصرة.